# Pius XII, davall del cel de Roma
Pius XII, davall del cel de Roma (títol internacional, Under the Roman Sky) és una minisèrie de televisió de dues parts coproduïda per Itàlia i Alemanya. Es va emetre a Rai 1 del 31 d'octubre a l'1 de novembre de 2010. S'ha doblat al valencià per a À Punt.
La minisèrie, formada per dos episodis de cent minuts cadascun, està coproduïda per Rai Fiction, Lux Vide, Eos Entertainment, Tellux, Bayerischer Rundfunk i Rai Trade. Els productors són Matilde i Luca Bernabei, amb la col·laboració de Martin Choroba. Fabrizio Bettelli va dissenyar la història, i juntament amb Francesco Arlanch també va escriure el guió. Dirigida pel canadenc Christian Duguay.
Els actors principals són: Alessandra Mastronardi en el paper de Miriam, una noia jueva de vint anys; James Cromwell com el papa Pius XII; Marco Foschi com a Davide, un jueu enamorat de la Miriam, i Ettore Bassi com a Marco, un jove partisà.